# Viola thomasiana
Viola thomasiana är en violväxtart som beskrevs av Song. och Perr.. Viola thomasiana ingår i släktet violer, och familjen violväxter. Inga underarter finns listade i Catalogue of Life.

## Bildgalleri

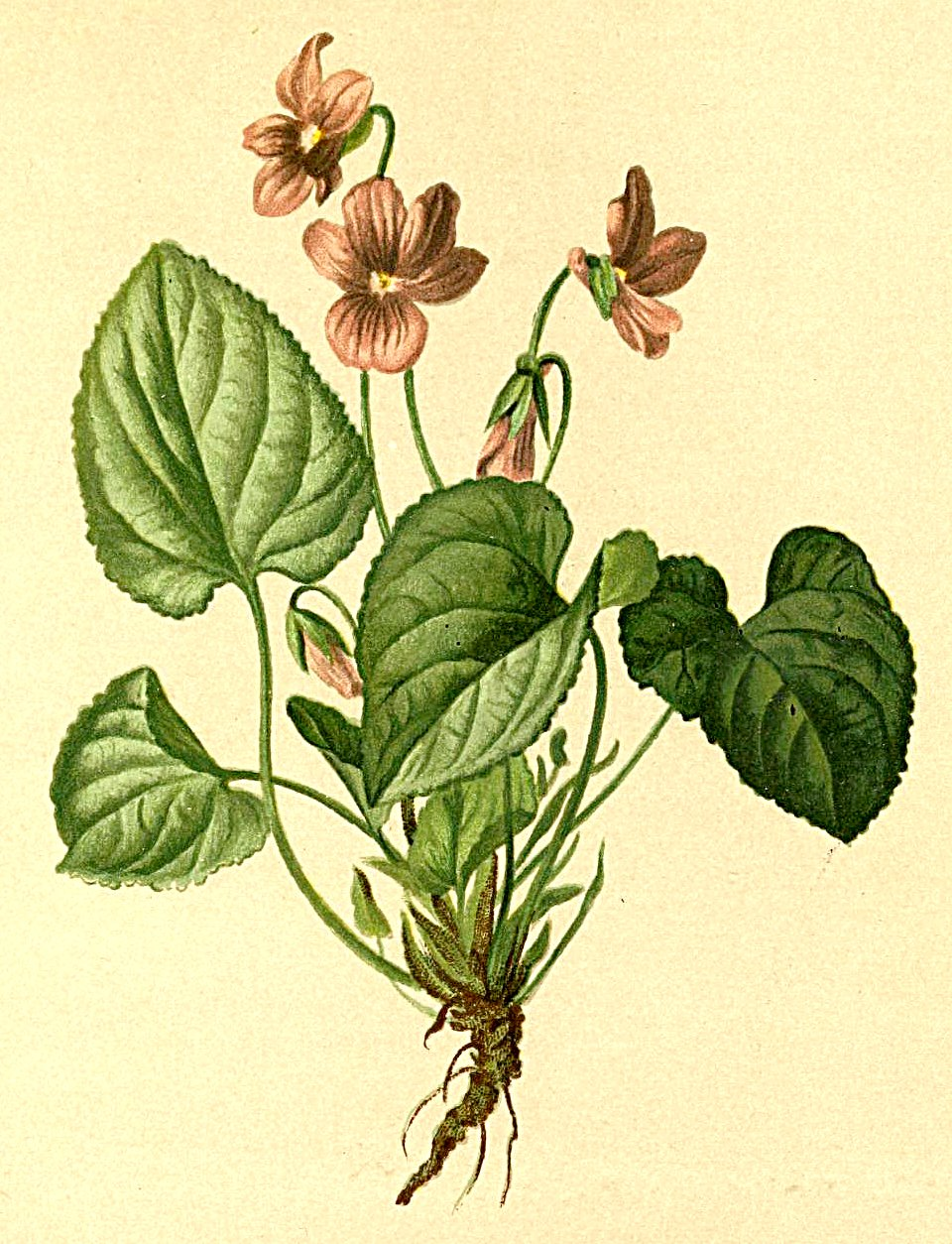